# 무의 (연호)
무의(武義, 919년 4월 ~ 921년 2월)는 양오(楊吳) 선왕(宣王) 양융연(楊隆演)의 연호이다. 1년 10개월 가량 사용하였다. 선왕(宣王)이 죽고난 후에 오왕(吳王) 양부(楊溥)가 순의로 개원할 때까지 사용하였다. 일설에는 반의(頒義)라고 하기도 한다.

## 개원
- 당(唐) 천우(天祐) 16년 4월 1일[1](919년 5월 3일)에 연호를 무의(武義)로 개원함.[2][3][4]

- 무의(武義) 3년(921년) 2월에 연호를 순의(順義)로 개원함.[5][6][4]

## 연대 대조표
| 무의       | 원년            | 2년        | 3년                 |
| 서기(西紀) | 919년           | 920년      | 921년               |
| 간지(干支) | 기묘(己卯)      | 경진(庚辰) | 신사(辛巳)          |
| 후량(後梁) | 정명(貞明) 5년  | 6년        | 7년 용덕(龍德) 원년 |
| 전촉(前蜀) | 건덕(乾德) 원년 | 2년        | 3년                 |
| 남한(南漢) | 건형(乾亨) 3년  | 4년        | 5년                 |

## 같이 보기
- 중국의 연호 목록